# Ca' Loredan
El palacio Corner Piscopia-Loredan, en véneto Ca' Loredan, es un edificio histórico italiano ubicado en el sestiere de San Marco frente al Gran Canal y cerca del puente de Rialto en Venecia. En la actualidad es sede, junto con el Palacio Dandolo Farsetti, del ayuntamiento de la ciudad. 

## Historia
Los orígenes de Ca' Loredan se remontan al siglo XIII como Funduq veneto-bizantino edificado por la familia Boccasi. Pasó posteriormente a ser propiedad de la familia Zane y en el siglo XIV a Federico Corner, rico comerciante de la época. La familia Cornaro Piscopia acometió importantes reformas en el edificio durante ese periodo. Las modificaciones más importantes las realizó durante el siglo XVI Elena Cornaro Piscopia, filósofa veneciana nacida en el palacio, que en 1678 se convirtió en la primera mujer en el mundo en licenciarse en una universidad. Una placa adosada a la fachada recuerda el hecho.
En 1703 el edificio se convierte en residencia de la familia Loredan, por vía del matrimonio de una hija de Girolamo Corner con Giovanni Battista Loredan. En 1806 lo adquiere la condesa Campagna Peccana, que lo convierte en hotel. 
En el año 1867 el ayuntamiento de Venecia lo compra y, tras unas importantes obras de adaptación a su nueva función que alteran notablemente la distribución original del palacio, lo convierten, junto al palacio Dandolo Farsetti, en sede de la corporación municipal veneciana.

## Descripción
El núcleo primitivo del edificio es de estilo véneto-bizantino, trazas que conserva, a pesar de las sucesivas reformas. La planta a nivel del terreno posee un pórtico cerrado por cinco arcos sostenidos por cuatro columnas corintias, sobre las cuales, en la planta noble, se sostiene una ventana múltiple de siete aberturas en el mismo estilo. A ambos lados del soportal se sitúan, simétricamente, dos ventanas individuales o monóforas con arco de medio punto, que se corresponden con ventanas de tres aberturas o tríforas en la planta noble superior. 
Esta distribución de los huecos se completa con decoración bizantina, principalmente de formas circulares.
La segunda planta principal, aunque posterior, imita el estilo de la primera, caracterizándose por una amplia polífora central con la que se corresponden dos monóforas laterales.
El palacio, en su fachada derecha posee numerosas ventanas y un portal. Además hay cuatro pasos elevados que lo conectan con el Palacio Dandolo Farsetti.
En la parte trasera hay un patio con varios pozos, que separa las dos alas secundarias, cuyas fachadas tienen numerosas ventanas con arcos. En el interior del edificio se custodian obras de Benedetto Caliari, Gregorio Lazzarini y Bonifacio Veronese.